# Colette Brosset
Colette Brosset és una actriu i guionista, ballarina i coreògrafa francesa, nascuda com a Colette Marie Claudette Brossé el 21 de febrer de 1922, a París, on morí el 1r de març de 2007.

## Biografia
Filla de Daniel Léon Michel Brossé i de Marcelle Marie Marthe Jambu, Colette Brosset fundà la companyia d'actors Les Branquignols amb el seu marit, el realitzador i actor Robert Dhéry.
Colette Brosset compartí així cartell amb prestigiosos companys com Louis de Funès, Jean Lefebvre, Jean Carmet, Jacqueline Maillan, Pierre Tornado, Francis Blanche, Micheline Dax o Michel Serrault, amb els quals fa representacions teatrals, radiofòniques i cinematogràfiques de la comèdia francesa.
És a les comèdies cinematogràfiques on assolí els èxits més grans: Branquignol l'any 1949, Vos gueules, les mouettes! l'any 1974, La Belle Américaine l'any 1961, o Allez France! l'any 1964. La Grande Vadrouille, l'any 1966, coronava una carrera ja ben densa, abans de participar, l'any següent, en el guió de Le Petit Baigneur, realitzada per Robert Dhéry.
Ha estat ballarina clàssica, coreògrafa, sobretot per als films Ah! les belles bacchantes, de Jean Loubignac (1954), i Le Grand Restaurant, de Jacques Besnard (1966).
Oblidada al final dels anys 1970, pujà encara un altre cop als escenaris l'any 2004. Colette Brosset morí a l'edat de 85 anys, i fou inhumada a Héry, a la Yonne, al costat de Robert Dhéry.

## Filmografia
- 1937: Un coup de rouge, de Gaston Roudès
- 1939: Thérèse Martin, de Maurice de Canonge
- 1946: Étoile sans lumière, de Marcel Blistène: Lulu
- 1946: Master Love, de Robert Péguy: Marie
- 1947: En êtes-vous bien sûr?, de Jacques Houssin
- 1948: Les Aventures des Pieds-Nickelés, de Marcel Aboulker: Irène
- 1949: Je n'aime que toi, de Pierre Montazel: Monrival, la secretària
- 1949: Branquignol, de Robert Dhéry: Caroline
- 1951: Bertrand cœur de lion, de Robert Dhéry: Anne
- 1952: L'amour n'est pas un péché, de Claude Cariven: Éliane Cahuzac
- 1954: Ah! les belles bacchantes, de Jean Loubignac (també coreògraf): Colette Brosset, jove ballarina a la recerca de feina
- 1961: La Belle Américaine, de Robert Dhéry: Paulette Perrignon
- 1964: Allez France!, de Robert Dhéry (també coguionista): Lady Yvette Brisburn, coneguda com "Vévette"
- 1965: La Communale, de Jean L'Hôte: a institutriu
- 1966: Paris brûle-t-il?, de René Clément: Sra. Beuvrat (sense acreditar)
- 1966: La Grande Vadrouille, de Gérard Oury: Germaine, la propietària de l'hotel requisat
- 1967: Le Petit Baigneur, de Robert Dhéry (també coguionista): Charlotte Castagnier
- 1970: Trois hommes sur un cheval de Marcel Moussy: Kiki
- 1971: La Coqueluche, de Christian-Paul Arrighi
- 1974: Vos gueules, les mouettes!, de Robert Dhéry (també coguionista): Annick Kenavec
- 1979: La Gueule de l'autre, de Pierre Tchernia
- 1987: Qui c'est ce garçon?, de Nadine Trintignant (minisèrie televisada)
- 1988: Le Manteau de saint Martin, de Gilles Béhat (telefilm)

## Teatre
- 1942: Père, d'Édouard Bourdet, Teatre de la Michodière
- 1948: Els Branquignols: lyrics Francis Blanche, música Gérard Calvi, primer espectacle al Théâtre La Bruyère
- 1951: Du-Gu-Du, espectacle dels Branquignols al Théâtre La Bruyère, text André Frédérique, música Gérard Calvi
- 1952: Bouboute et Sélection, de Robert Dhéry, direcció de Robert Dhéry, Théâtre Vernet
- 1953: Ah! les belles bacchantes, de Robert Dhéry, Francis Blanche i Gérard Calvi, direcció de Robert Dhéry, Teatre Daunou
- 1955: Voulez-vous jouer avec moâ?, de Marcel Achard, direcció d'André Villiers, Théâtre en Rond
- 1957: Pommes à l'anglaise, de Robert Dhéry, Colette Brosset, música Gérard Calvi, Teatre de París
- 1962: La Grosse Valse, de Robert Dhéry, direcció de l'autor, Théâtre des Variétés
- 1964: Machin-Chouette, de Marcel Achard, direcció de Jean Meyer, Théâtre Antoine
- 1969: Trois Hommes sur un cheval, de Marcel Moussy, segons la comèdia de John Cecil Holm i George Abbott, direcció de Pierre Mondy, Théâtre AntoineThéâtre Antoine
- 1972: Les Branquignols, autoria i direcció de Robert Dhéry, Théâtre La Bruyère
- 1974: ídem, Teatre Montansier
- 1974: Le Petit Fils du Cheik, autoria i direcció de Robert Dhéry & Colette Brosset, Théâtre des Bouffes-Parisiens
- 1975: Les Branquignols, Théâtre La Bruyère
- 1976: Monsieur Chasse!, de Georges Feydeau, direcció de Robert Dhéry, Théâtre de l'Atelier
- 1976: L'avenir est dans les œufs, d'Eugène Ionesco, direcció de Lucian Pintilie, Théâtre de la Ville
- 1977: Jacques ou la soumission, d'Eugène Ionesco, direcció de Lucian Pintilie, Théâtre de la Ville
- 1982: En sourdine… les sardines!, de Michael Frayn, direcció de Robert Dhéry, Théâtre des Bouffes-Parisiens
- 1986: La Mienne s'appelait Régine, de Pierre Rey, direcció d'Armand Delcampe, Théâtre de l'Œuvre

## Coreografies
- 1966: Le Gran Restaurant, de Jacques Besnard
- 1970: L'Amour masqué, de Sacha Guitry i André Missatger, direcció de Jean-Pierre Grenier, Théâtre du Palais-Royal (París), amb Jean Marais
- 1972: Le Plaisir conjugal, d'Albert Husson, direcció de Robert Manuel, Théâtre de la Madeleine